# Anna Amalie Abert
Pour les articles homonymes, voir Abert.
Anna Amalie Abert est une musicologue et compositrice allemande née à Halle le 19 septembre 1906 et morte à Kiel le 4 janvier 1996. 

## Biographie
Petite-fille de Johann Joseph Abert, elle étudie la musicologie à l'Université de Berlin  avec son père Hermann Abert. Elle a également comme professeurs Fr Blume, H. J. Moser, C. Sachs et E. von Hornbostel. Après avoir obtenu en 1935 un doctorat avec sa thèse sur Heinrich Schütz et soutenu (puis édité ultérieurement) une thèse sur Claudio Monteverdi, elle enseigne de 1943 à 1971 à l'Université de Kiel. Elle s'est plus particulièrement spécialisée dans le domaine du théâtre musical et celui de l'œuvre de Mozart.

## Écrits
- Die stilistichen Voraussetzungen des « Cantiones sacrae » von Heinrich Schütz, thèse, Wolfenbüttel-Berlin, 1935
- Claudio Monteverdi und das musikalische Drama, Lippstadt, Kistner & S, 1954
- Christoph Willibald Gluck, Munich, 1959
- Die Opern Mozarts, Wolfenbüttel, 1970
- Richard Strauss: Die Opern, Velber, 1975
- articles dans le Mozart-Jahrbuch
- participation à la publication de Die Musik in Geschichte und Gegenwart